# Marijino rojstvo
Máli šmáren (tudi mála máša ali mála gospójnica) je krščanski
praznik, ko se verniki spominjajo rojstva Device Marije. Večina katoliških in pravoslavnih Cerkva proslavlja ta praznik 
8. septembra (tiste pravoslavne Cerkve, ki uporabljajo še julijanski koledar pa 13 dni pozneje - 21.septembra).
Prve omembe praznika Marijinega rojstva so iz začetka 5. stoletja: o njem pišeta sveti Janez Zlatoust in sveti Avguštin, praznik omenja v svojih spisih Proklos (carigrajski patriarh v letih 439-446), na zahodu se praznik prvič pojavi v Cerkvenem obredniku za časa papeža Gelazija I (papež od 492-496). 